# Безиц (Мекленбург)
Безиц (нем. Besitz) — община в Германии, в земле Мекленбург-Передняя Померания.
Входит в состав района Людвигслуст. Подчиняется управлению Бойценбург-Ланд. Население составляет 460 человек (на 31 декабря 2010 года). Занимает площадь 22,28 км².
Коммуна подразделяется на 2 района — собственно Безиц и Блюхер — бывшей усадебной деревни, считающейся прародиной рода Блюхеров.